# Новое Поле (Новониколаевский район)
Новое Поле (укр. Нове Поле) — село,
Зеленовский сельский совет,
Новониколаевский район,
Запорожская область,
Украина.
Код КОАТУУ — 2323681303. Население по переписи 2001 года составляло 184 человека.

## Географическое положение
Село Новое Поле находится в 1,5 км от села Христофоровка (Покровский район) и в 2-х км от села Рыбальское.
Рядом проходит железная дорога, станция Гайчур в 5-и км.

## История
- 1895 год — дата основания как село Новогайчур.